# 기요사토촌 (군마현)
기요사토촌(일본어: 清里村)은 일본 군마현 군마군에 있던 촌이다.

## 역사
- 1889년 4월 1일 - 정촌제 시행에 의해 니시군마군 기요사토촌이 성립하였다.
- 1896년 4월 1일 - 니시군마군, 가타오카군이 합병에 의해 군마군에 소속되었다.
- 1955년 1월 20일 - 신타카오촌의 일부와 함께 마에바시시에 편입되었다.

## 교육

### 초등학교
- 기요사토촌립 기요사토 초등학교

### 중학교
- 기요사토촌립 기요사토 중학교

## 참고 문헌
- 角川日本地名大辞典編纂委員会, 『角川日本地名大辞典 10 群馬県』1988, 角川書店